# Цена соли
„Цена соли“ (енгл. The Price of Salt) је љубавни роман Патрише Хајсмит, који је објављен 1952. Роман приповеда о Терези Беливет, младој сценској дизајнерки са Менхетна, која започиње везу са Керол, тридесетогодишњом женом која пролази кроз тежак развод брака. Према речима саме ауторке идеју за роман добила је посматрајући плавушу у бунди коју је угледала у робној кући, где је Хајсмит радила као продавац на одељењу дечјих лутака, непосредно пре Божића 1948. Прву скицу будућег романа написала је те ноћи за два сата под температуром изазваном овчијим богињама, које је открила да има тек идућег дана. Сам заплет је великим делом инспирисан судбином њене бивше љубавнице Вирџиније Кент Кетервуд, припаднице отмених друштвениих кругова Филаделфије, која је изгубила старатељство над дететом у бракоразводној парници након што се открило да је лезбијка.
Због лезбијске тематике ауторка га је објавила под псеудонимом Клер Морган. Њен доташњи издавач Харпер енд Бро (Harper & Bros) одбио је да објави рукопис, те је роман први пут објављен од стране издавачке куће Кауард-Макан (Coward-McCann). Следеће године издвачка кућа Бентам (Bantam) штампала је „Цену соли“ у петпарачком издању, које је коштало 25 центи, под слоганом „Роман о друштвено забрањеној љубави“. Ово издање продато је у милион примерака, поставши култни роман међу американкама хомосексуалне оријентације, као и једно од првих књижевних дела о истополној љубави са релативно срећним завршетком.
На основу „Цене соли“ снимљен је филм Керол у режији Тода Хејнса 2015, са Кејт Бланшет и Руни Маром у главним улогама. Роман је преведен на српски језик 2014. у издању издавачке куће Самиздат Б92. Превод су начинили Иван Радосављевић и Александра Рашић.